# Alcide De Gasperi
Alcide De Gasperi (Pieve Tesino, 3 de abril de 1881-Borgo Valsugana, 19 de agosto de 1954) fue un político italiano, a quien –junto con Konrad Adenauer, Robert Schuman y Jean Monnet– se le considera como «padre de Europa», pues contribuyó decisivamente en la creación de las Comunidades Europeas. Fue ministro de Asuntos Exteriores y presidente del Consejo de Ministros de Italia, así como fundador de Democracia Cristiana y último secretario del Partido Popular Italiano.
Devoto católico, la Iglesia católica le concedió el título de siervo de Dios en 1993, cuando se inició su causa de beatificación.

## Biografía

### Carrera política
Nació el 3 de abril de 1881 en Pieve Tesino, en una familia burguesa italiana, en una región que entonces formaba parte del Imperio Austrohúngaro.
Alcide De Gasperi se inició en la vida política de su región y en la de Austria durante sus años universitarios en Viena. Empezó su verdadera carrera política como diputado en el parlamento austriaco en 1911. Ejerció el cargo entre 1911 y 1918 como miembro del Partido Popular Trentino. Tras la victoria italiana sobre Austria y la incorporación del Trentino en 1918 adquirió la ciudadanía italiana. En esta época, Gasperi representaba a una pequeña comunidad italiana en el seno de un gran imperio multinacional. Esta experiencia le aportó una visión más global de la vida política, enriqueciéndole con una cultura más amplia, más diversa y le sirvió para fundamentar su Ideario europeísta.
Al estallar la Primera Guerra Mundial, De Gasperi era el responsable del Comité de los Refugiados. Ayudó a miles de exiliados de Trento, detenidos por el gobierno austriaco por razones militares, a emigrar hacia el interior del país. Después de la anexión de Trento a Italia, al final de la guerra, se involucró, junto al Padre Luigi Sturzo, Alberto Marvelli y varios laicos y políticos, en la creación del Partido Popular Italiano (P.P.I.) (más tarde rebautizado como Democracia Cristiana), en Italia. Elegido diputado de Trento en 1921, presidió el grupo parlamentario del PPI. Desempeñó un papel importante en la vida política italiana hasta la llegada de Benito Mussolini al poder en 1922.
En su calidad de opositor fue acusado de actividades antifascistas, fue detenido y condenado a cuatro años de prisión. A pesar de su liberación, quedó bajo vigilancia hasta la caída del Mussolini, ocupando un puesto de empleado en la Biblioteca del Vaticano.

### Inicios de la Unión Europea

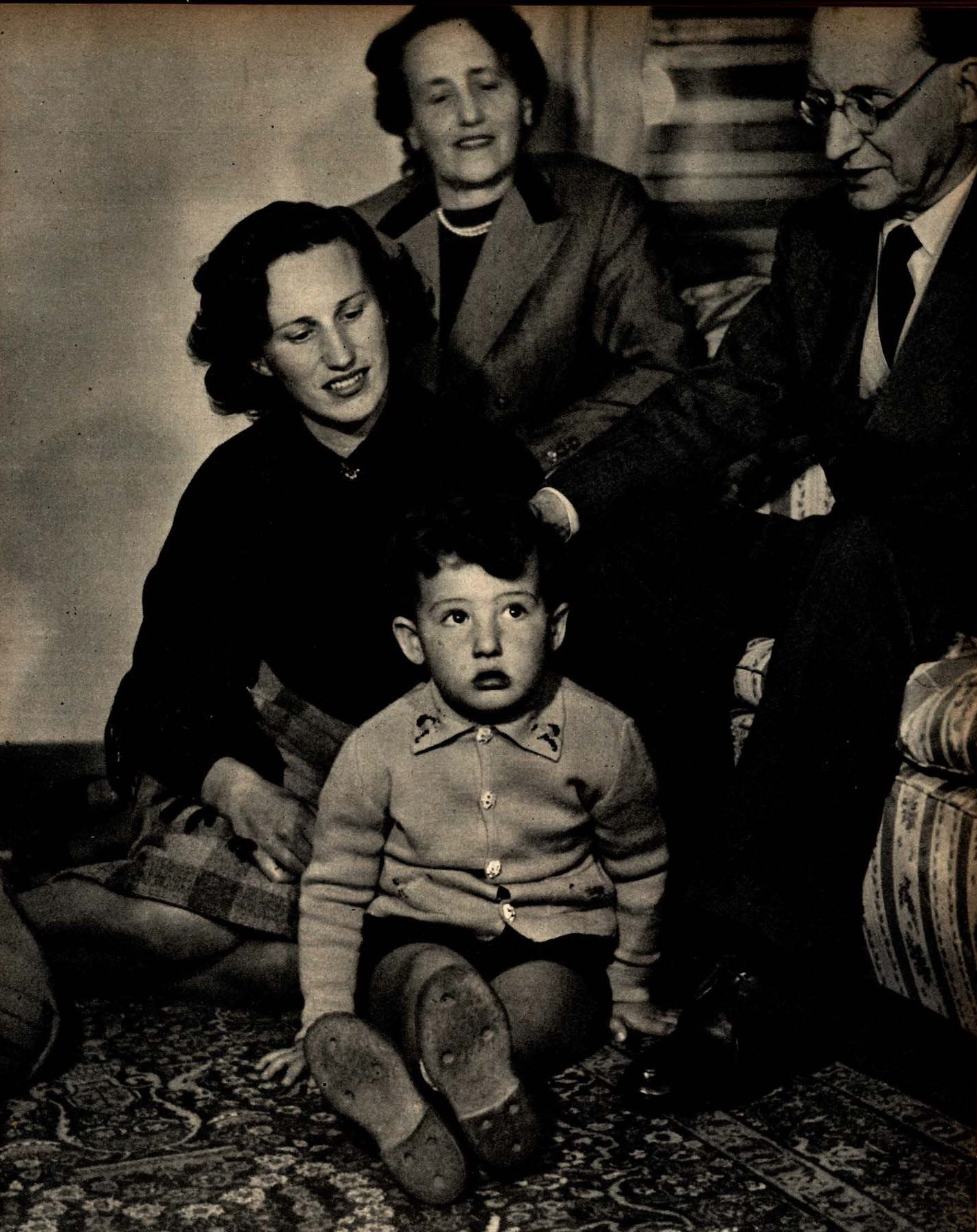
Fotografiado en 1951 junto a su familia

Al final de la Segunda Guerra Mundial, De Gasperi se convirtió en líder incontestable de la democracia cristiana. De 1945 a 1953, dirigió ocho gobiernos sucesivos. Fue igualmente ministro  de Asuntos Exteriores. Hizo que Italia se adhiriera a la OTAN, la integró en la CECA y apoyó activamente el proyecto de la CED (Comunidad Europea de Defensa). Firmó el Acuerdo De Gasperi-Gruber con su par austríaco Karl Gruber en 1946.
Al principio de la reconstrucción europea, Alcide de Gasperi, Robert Schuman y Konrad Adenauer se encontraban regularmente. y vivieron juntos las primeras grandes etapas de la construcción de la Comunidad Europea. Entre éxitos y fracasos, nació entre ellos una unión, una solidaridad y una estima profundas. Alcide De Gasperi consagró los últimos años de su carrera a la edificación de la construcción de la comunidad europea. Aunque finalmente se integró en el actual proyecto de la Unión Europea, De Gasperi contribuyó a desarrollar la idea de una Comunidad Europea de Defensa común.

## Como presidente del Consejo de ministros italiano
En 1945 Alcide De Gasperi fue nombrado presidente del Consejo de Ministros, el último del Reino de Italia. Durante este gobierno se proclamó la República y se convirtió de facto en el primer jefe de Gobierno de la Italia republicana, y dirigió un gobierno de unidad nacional, que duró hasta las elecciones generales de 1948.
El 2 de junio de 1946 se celebró un referéndum para decidir si Italia seguía siendo una monarquía o se convertía en una república. El Consejo de Ministros (que él presidía) proclamó la república antes de que el Tribunal de Casación publicara los resultados definitivos del referéndum del 2 y 3 de junio: la vía republicana obtuvo el 54% de los votos. Por tanto, asumió temporalmente la jefatura del Estado y, en consecuencia, se le transfirieron las funciones que entonces ejercía el rey Humberto II de Italia.
De Gasperi desempeñó los dos cargos de jefe de Gobierno (Presidente del Consejo de Ministros) y jefe de Estado hasta el 1 de julio, fecha en la que Enrico De Nicola, elegido jefe de Estado provisional el 28 de junio por la Asamblea Constituyente de la República Italiana, asumió oficialmente el cargo.
El 10 de agosto de 1946 intervino en París en la conferencia de paz, donde cuestionó las difíciles condiciones impuestas a Italia por el tratado. Uno de sus éxitos en política exterior fue el acuerdo De Gasperi-Gruber con Austria en 1946, que convirtió su región, Tirol del Sur, en una región autónoma.
En enero de 1947 realizó un viaje a Estados Unidos, donde obtuvo ayuda financiera y material y promovió la imagen de la nueva República, inaugurando así el regreso de Italia a la escena internacional. En esta ocasión, se convirtió en el tercer italiano honrado con un desfile en Nueva York, y fue el único que repitió la experiencia en 1951.
En las elecciones del 18 de abril de 1948, en pleno Plan Marshall y con el apoyo moral de Estados Unidos y de los emigrantes italestadounidenses, De Gasperi y la Democracia Cristiana obtienen un éxito histórico (48% de los votos) frente al Frente Popular Italiano (formado por socialistas y comunistas)  De Gasperi fue nombrado Presidente del primer Consejo de Ministros de la República Italiana.
En una Italia lastrada por veinte años de dictadura fascista y desgastada por la Segunda Guerra Mundial, De Gasperi afrontó las negociaciones de paz con las potencias vencedoras, consiguiendo reducir las sanciones al desarme militar y evitando la pérdida de territorios fronterizos como el Alto Adigio y el Valle de Aosta. Intentó resolver el problema de la soberanía de Trieste e Istria en beneficio de Italia, pero tuvo menos éxito con respecto a esta última.
Celebró acuerdos con las potencias occidentales para financiar la reconstrucción y la recuperación económica de Italia.
La precaria situación del país, que mejoraba con demasiada lentitud, y las privaciones, provocaron el descontento de los trabajadores y el malestar sindical. Las protestas se intensificaron con la crecida del río Po en 1951, cuyos diques no habían sido mantenidos desde el comienzo de la guerra. Las inundaciones causaron numerosas víctimas en las zonas agrícolas de las provincias de Rovigo y Ferrara. En 1952, temiendo una victoria electoral de comunistas y socialistas en Italia, la Santa Sede sugirió, y luego impuso, una gran alianza electoral para las elecciones municipales de Roma. La Santa Sede no habría aceptado que la ciudad, sede de la cristiandad, fuera administrada por un alcalde socialista. De Gasperi se opuso resueltamente a una coalición con la derecha. Esto provocó un incidente diplomático con la Santa Sede que molestó a De Gasperi. En 1952, Pío XII se negó a recibir a De Gasperi en el Vaticano con motivo del trigésimo aniversario de su matrimonio con Francesca Romani.

## Fin de su mandato como Presidente del Consejo de ministros italiano
Fue cesado por su propio partido en 1953 como presidente del Consejo de Ministros tras el fracaso de la ley electoral, llamada por sus opositores legge truffa ("ley de la estafa") por el efecto perturbador de su proceso de aprobación en el Senado.
Poco antes de su muerte, se convirtió en el primer presidente de la Asamblea parlamentaria de la CECA.
Murió en 1954. Tras su muerte, la Iglesia católica consideró el proceso de su beatificación.

## Mandatos políticos
Alcide De Gasperi fue Presidente del Consejo de Ministros italiano en ocho ocasiones, en ocho Gobiernos sucesivos:
- del 10 de diciembre de 1945 al 1 de julio de 1946, sucediendo a Ferruccio Parri,
- del 13 de julio de 1946 al 20 de enero de 1947, sucediéndose a sí mismo,
- del 2 de febrero de 1947 al 13 de mayo de 1947, sucediéndose a sí mismo,
- del 31 de mayo de 1947 al 12 de mayo de 1948, sucediéndose a sí mismo,
- del 23 de mayo de 1948 al 12 de enero de 1950, sucediéndose a sí mismo,
- del 27 de enero de 1950 al 16 de julio de 1951, sucediéndose a sí mismo,
- del 26 de julio de 1951 al 29 de junio de 1953, sucediéndose a sí mismo,
- del 16 de julio de 1953 al 28 de julio de 1953, sucediéndose a sí mismo y siendo sustituido a su vez por Giuseppe Pella.

## Obras
- Alcide De Gasperi, Lettere dalla prigione, Roma, Edizioni Cinque Lune, 1974
- Alcide De Gasperi, Cara Francesca. Lettere, Brescia, Morcelliana, 2004
- Alcide De Gasperi, Scritti e discorsi politici. Alcide De Gasperi nel Trentino asburgico, vol. I°, tomo I°; tomo II°, Bologna, Il Mulino, 2006

## Reconocimientos
Su memoria es recordada en la Ciudad de Resistencia, Argentina, donde una plazoleta ubicada en la divisoria central de la avenida Ávalos lleva su nombre. Es la tercera de una serie de plazoletas bautizadas con temática italiana, siendo estas las plazoletas Trento, Cesare Battisti, Alcide de Gasperi, Údine y Friuli.

## Legado
"De Gasperi estaba en contra de exacerbar los conflictos", según su antiguo secretario y ex primer ministro Giulio Andreotti. "Nos enseñó a buscar el compromiso, a mediar".

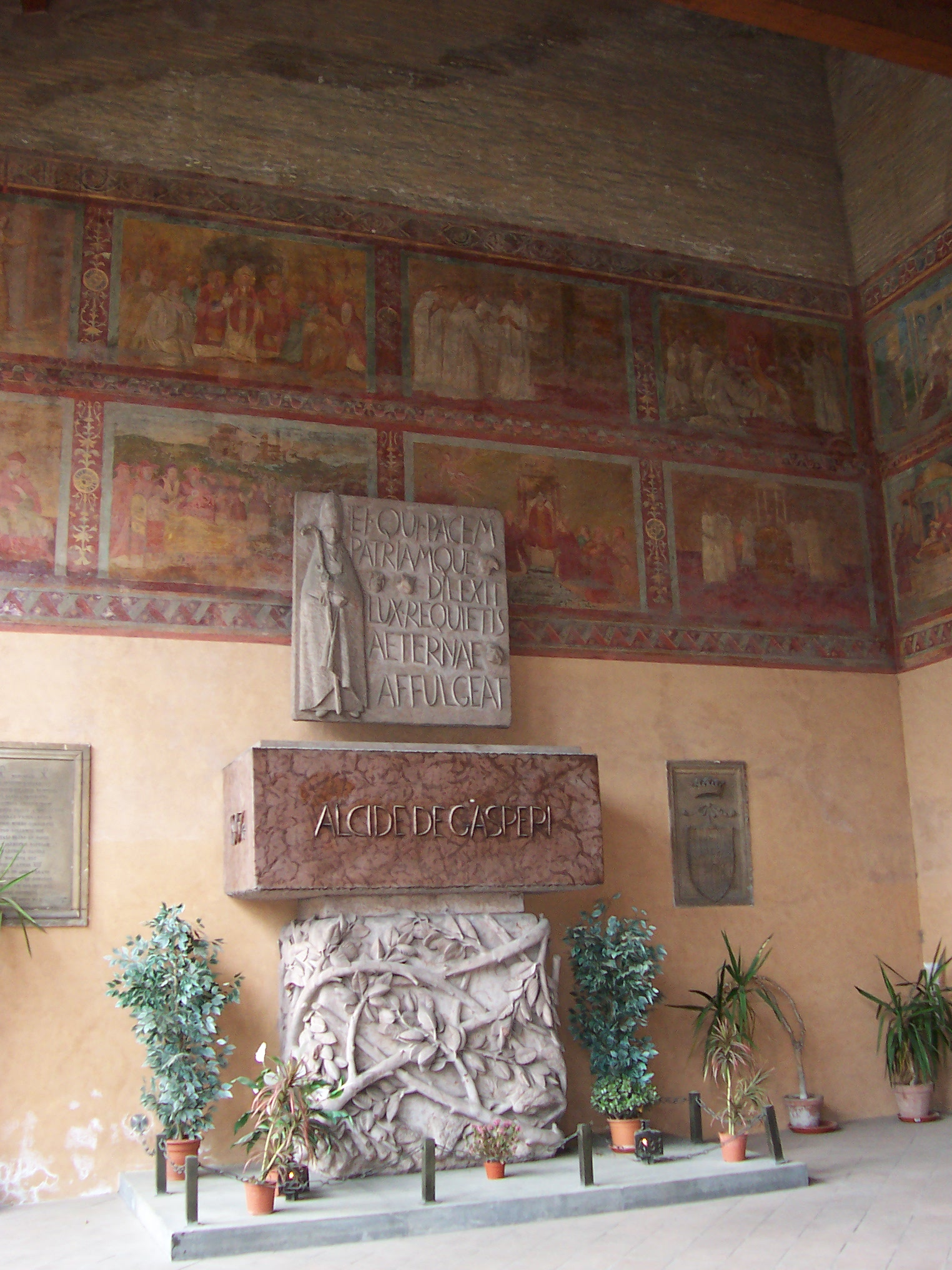
Tumba de De Gasperi en Rome.

## Vida personal
El 14 de junio de 1922, De Gasperi se casó con Francesca Romani (30 de agosto de 1894 - 20 de agosto de 1998) y tuvo cuatro hijas, Maria Romana, Lucia, Cecilia y Paola.

## En el cine
En la película de Florestano Vancini El asesinato de Matteotti (1973), De Gasperi es interpretado por el actor Ezio Marano. El personaje de De Gasperi es el principal protagonista de la película de Roberto Rossellini Anno uno (1974), interpretada por Luigi Vannucchi, en la que se hace una recreación del periodo histórico que presenta las operaciones del Comité de Liberación Nacional en Roma, y del drama de la RAI De Gasperi, l'uomo della speranza (2004)', dirigido por Liliana Cavani y emitido en dos partes en Rai Uno.